# 배한성
배한성(裵漢星, 1945년 10월 3일 ~ )은 대한민국의 성우이다. 1966년 TBC 2기 공채 성우로 데뷔하였으며, 언론통폐합으로 인해 현재는 KBS 8기로 분류된다.

## 약력
서울 돈암동에서 경기중학교(현 경기고등학교)를 졸업한 경상북도 김천군 출신의 아버지와 경성여자상업학교(현 서울여자상업고등학교)를 졸업한 어머니 사이에서 2남 중 장남으로 태어났다. 세 살 때 아버지가 월북 후 행방불명되어 홀어머니 슬하에서 자랐다. 서라벌예술대학 방송연예학과를 졸업. 이후 지적이면서도 코믹한 목소리로 《아마데우스》, 《맥가이버》, 《굿모닝 베트남》 등의 수많은 외화에서 주인공 목소리로 출연하였다. 더빙 외에도 TBS 교통방송 라디오 프로그램 《함께 가는 저녁길 배한성, 송도순입니다》를 1990년부터 2007년까지 17년 동안 진행했고 그 외에 여러 라디오 프로그램의 DJ로도 활동했으며, 한국성우협회 이사장과 서울예술대학 방송연예학과 겸임교수를 맡은 바 있다.
가족으로 배우자 신현호 씨, 자녀는 교통사고로 사별한 전 배우자와의 사이에서 낳은 딸 둘과 현 배우자 신현호 씨와의 사이에서 낳은 아들 배민수 씨가 있다.

## 성우 작품

### 애니메이션
- 컴퓨터 형사 가제트(MBC) - 가제트 형사
- 심슨 가족(MBC) - 호머 심슨
- 날으는 전함 브이호(MBC)
- 우주삼총사(KBS)
- 돈키호테(KBS) - 노틀담 / 해설
- 붕붕차차(KBS) - 차차
- 그레이트 마징가(TBC)
- 아이스 에이지 3/5 - 벅
- 돌아온 형사 가제트(챔프) - 가제트
- 마이티 마우스(MBC) - 마우스
- 겨울연가 - 김진우
- 다이노소어 어드벤처(MOVIE) - 알렉스
- 푸른 골짜기2 (MOVIE) - 배티

#### 전담 배우
로빈 윌리엄스
- 굿모닝 베트남(KBS) - 애드리언
- 미세스 다웃파이어(MBC, SBS) - 다니엘
- 바이센테니얼 맨(SBS) - 앤드류 마틴
- 카세일즈맨의 연애특강(SBS) - 조이 오브라이언
- 제이콥의 거짓말(KBS) - 제이콥
- 죽은 시인의 사회(KBS) - 존 키팅
- 굿 윌 헌팅(KBS) - 숀 맥과이어
- 어거스트 러시(KBS) - 위저드
- 쥬만지(EBS) - 앨런 패리쉬
- 후크(KBS) - 피터 팬
- 버틀러(KBS) - 드와이트 아이젠하워
- 투 웡 푸(KBS) - 존 슈미트
- 파더스 데이(SBS) - 데일
- 로봇 - 펜더

알 파치노
- 시몬(KBS) - 빅터 타란스키
- 시티 홀(SBS) - 존 파파스
- 데블스 에드버킷(KBS) - 존 밀튼
- 대부(MBC(90년 더빙판), KBS) - 마이클
  - 대부 2(MBC(90년 더빙판), KBS) - 마이클 콜레오네
  - 대부 3(KBS) - 마이클 콜레오네
- 인사이더(KBS) - 로웰

더스틴 호프먼
- 아웃브레이크(KBS, SBS) - 샘
- 왝 더 독(KBS) - 스탠리 모츠
- 향수: 어느 살인자의 이야기(KBS) - 발디니
- 졸업(KBS) - 벤자민
- 빠삐용(TBC, KBS, MBC) - 드가
- 크레이머 대 크레이머(MBC, KBS) - 테드
- 빌리 배스게이트(KBS) - 더치 슐트
- 미트 페어런츠 2(KBS) - 버니
- 리틀 빅 히어로(KBS) - 버니
- 스피어(SBS) - 노만 박사
- 레인 맨(MBC) - 레이몬드

### 영화
- 아마데우스(MBC, KBS) - 모차르트 (톰 헐스)
- 가필드 2 - 가필드
- 그렘린 2(MBC) - 대니얼 클램프 (존 글로버)
- 필링러브(MBC) - 디에고 (카를로 루포)
- 내일을 향해 쏴라(MBC) - 선댄스 키드 (로버트 레드퍼드)
- 마지막 황제(KBS) - 부의 (존 론)
- 취권(TBC) - 황비홍 (성룡)
- 프렌치 키스(SBS) - 뤼크 (케빈 클라인)
- 배트맨(SBS) - 잭 (잭 니콜슨)
- 그래도 베니스가 좋다(SBS) - 오튼 (더들리 무어)
- 쟈니 핸섬(SBS) - 존 세들리 (미키 루크)
- 폴리스 아카데미(MBC) - 해리스 과장 (G.W. 베일리)
- 10(KBS) - 조지 (더들리 무어)
- 애꾸눈 론 선장(KBS) - 마틴 (마틴 숀)
- 하몬드 가의 비밀(KBS) - 잭 하몬드 (더들리 무어)
- 그 남자는 거기 없었다(KBS) - 프레디 리든쉬네이더 (토니 샬호브)
- 사랑의 블랙홀(KBS) - 필 (빌 머레이)
- 채플린(KBS) - 채플린 (로버트 다우니 주니어)
- 잃어버린 세계 (2001년 TV 영화)(MBC) - 테오 커 (피터 포크)
- 스타워즈 에피소드 5: 제국의 역습(MBC)/스타워즈 에피소드 7: 깨어난 포스 - 루크 스카이워커 (마크 해밀)
- 호랑이와 눈(KBS) - 아띨리오 드 지오바니 (로베르토 베니니)
- 헐리우드 엔딩(KBS) - 발 (우디 알렌)
- 유성검의 대결(86년 더빙판/MBC) - 화우빈 (성룡)
- 드라이빙 미스 데이지(MBC) - 호크 콜범 (모건 프리먼)
- 고잉 인 스타일(MBC) - 조 (조지 번스)
- 외계인 왕국(SBS) - 조지
- 완다라는 이름의 물고기(KBS) - 오토 (케빈 클라인)
- 아웃 오브 아프리카(KBS) - 드니즈 핀치 햇튼 (로버트 레드포드)
- 못 말리는 첩보원(KBS) - 월리스
- 3인의 거장이 본 뉴욕인생(KBS) - 셸던 (우디 알렌)
- 삼국지 극장판(CHING) - 유비 / 해설
- 프린세스 브라이드(KBS) - 할아버지 (피터 포크)
- 스파이 게임(KBS) - 네이선 뮤어 (로버트 레드포드)
- 고스트 버스터즈(KBS) - 피터 (빌 머레이)
- 우정있는 설복(KBS) - 조쉬 (안소니 퍼킨스)
- 셰인(MBC) - 셰인(앨런 래드)
- 간디(KBS) -  마하트마 간디(벤 킹슬리)
- 로미오와 줄리엣 1968년작(MBC) - 로미오(레오나드 휘팅)
- 허리케인(MBC) - 드라지 총독(레이먼드 매시)
- E.T.(MBC) - 이티 목소리(팻 웰시)
- 용쟁호투 (MBC) - 리(이소룡)

### 외화 시리즈
- 형사 콜롬보(SBS) - 콜롬보 형사(피터 포크)
- 탐정 몽크(KBS2, FOX) - 몽크(토니 샬호브)
- 맥가이버(MBC) - 맥가이버(리처드 딘 앤더슨)
- 비벌리힐즈의 아이들(MBC) - 브랜든 (제이슨 프리애슬리)
- 빌 아저씨의 과학 이야기(EBS) - 빌 아저씨
- 케빈은 12살(KBS) - 해설, 어른 케빈
- 경감 메그레(KBS) - 메그레(로언 앳킨슨)
- 오피스(OBS) - 마이클 스캇(스티브 카렐)
- 후커와 로마노(MBC) - 로마노(에이드리언 즈메드)
- 외계인 알프(MBC) - 알프
- 대제의 밀사(MBC) - 이반(발레리오 포페스코)
- 립타이드(MBC) - 머레이(톰 브레이)
- 야망의 계절(TBC) - 루디 조다쉬(피터 스트라우스)
- 가시나무새(KBS) - 랠프 브리카싸(리처드 체임벌린)
- 전쟁과 평화(MBC) - 안드레이(뱌체슬라프 티호노프)

### 고정출연 프로그램(교양 프로그램, 다큐멘터리)
- 도전! 지구탐험대(KBS) - 나레이션
- 전통체험 뿌리깊은 나무(KBS) - 나레이션
- 마라도나(SBS ESPN) - 나레이션
- 고독한 사냥꾼 삵(SBS)
- 금요기획(KBS)
- 탑기어(XTM) - 해설
- 대구 영신고의 꼴찌 탈출기 (EBS) - 나레이션
- 떠돌이 왕자(KBS) - 돈거스
- 현장르포 제3지대 (KBS1)
- 인간시대(MBC) - 나레이션
- 명곡의 고향(MBC)
- 명화의 고향(MBC) - 나레이션
- 명작의 무대(MBC) - 나레이션
- 이제는 말할 수 있다(MBC) - 나레이션
- 더 지니어스(tvN) - 나레이션
- 가제트(XTM) - 나레이션
- 자연愛산다(TV조선) - 나레이션
- 병영체험 진짜사나이(KBS1)
- 고향민국(EBS) - 나레이션

### 그외 출연방송(비고정)
- 여유만만 (KBS)
- 놀러와 (MBC)
- 스타주니어쇼 붕어빵 (SBS)
- TV쇼 진품명품 (KBS)
- 일요일 일요일 밤에 (MBC)
- 가족오락관 (KBS)
- 낭독의 발견 (KBS)
- TV미술관 (KBS)
- 체험 삶의 현장 (KBS)
- 맹꽁서당 (KBS)
- 아침마당 (KBS)
- 브레인 서바이버 (MBC)
- 현장체험 주부탐사 (MBC)
- 감성매거진 행복한 오후 (KBS)
- 웰빙 건강테크 (KBS)
- 김동건의 한국 한국인 (KBS)
- TV 책을 말하다 (KBS)
- 사랑의 리퀘스트 (KBS)
- 新 TV는 사랑을 싣고 (KBS)
- 주부, 세상을 말하자 (KBS)
- TV비평 시청자데스크 (KBS)
- 기분 좋은 날 (MBC)
- 책 읽는 사람 (MBC)
- 도전 1000곡 (SBS)
- 퀴즈쇼 사총사 (KBS)
- 도전 지구탐험대 (KBS)
- 좋은 아침 (SBS)
- 잘먹고 잘사는 법 (SBS)
- 연예가 중계 (KBS)
- MBC 뉴스데스크 (MBC)
- 무엇이든 물어보세요 (KBS)
- 테마여행 길을 걷다 (KBS)
- 스타골든벨 (KBS)
- 퀴즈탐험 신비의 세계 (KBS)
- 출발! 모닝와이드 (SBS)
- 일요일이 좋다 (SBS) - 성룡
- MBC 방송연예대상 (MBC)
- 6시 내고향 (KBS)
- 롤러코스터 2 (TVN) - 맥가이버
- 퀴즈쇼 곱하기 9 (SBS)
- 지식나눔콘서트 아이 러브 인 (SBS) - 마이클 샌델
- 편지쇼 살맛나는 세상 (SBS)
- LA아리랑 (SBS)
- 정보특급, 행복 만들기 (SBS)
- 주먹쥐고 소림사 (SBS)
- 순간포착 세상에 이런일이 (SBS)

### TV/라디오 광고
- 태창 (몽고메리)
- 롯데제과 (가나초코렛)
- 삼양식품 (라면맥)
- 삼일제약 (액티피드)
- 고려은단 (정력은단)
- 한미약품 (케어가글)
- SK브로드밴드
- 한국존슨
- 삼성전자 (애니콜,네오시리즈,삼성TCS)
- 롯데칠성음료 (조우카) (펩시콜라)
- CJB캠페인
- 한국GM 다마스
- 동원F&B (동원참치)
- 신영와코루(현 비너스) 메모리브라(성우:권희덕)
- 공익광고협의회 (흔들의자, 노사협력)
- 중외산업 (레덱스)
- 리베리노
- 한솔CS클럽
- LG생활건강 (암브탈) (미네르바) (미네르바 메이컵) (미네르바 화이트)
- 투벤(동화약품 1982년 가을[3])
- 롯데렌터카
- 삼성화재 (애니카)
- 녹색기술의 물결 (4대강 추진 본부[4])
- 한국투자증권
- SK엔무브 하이플로(모델로 출연)
- 정부조달우수제품협회
- 라이브에어백
- 현대모비스 HMC순정부품 (모델로 출연)

## TV 드라마/영화
- MBC 일요 드라마 극장 : 도시락 (MBC) - 허창식
- 노량: 죽음의 바다 - 선조(특별출연)

## 라디오 방송 (진행, 출연)
- 밤하늘의 멜러디(TBC FM → KBS 제2FM) (DJ)
- 가로수를 누비며 (KBS 제2라디오) (DJ)
- 밤을 잊은 그대에게 (KBS 제2라디오) (DJ)
- 함께 가는 저녁길(TBS FM) (DJ)
- 배한성, 배칠수의 고전열전(MBC 표준FM)
- 성우 빅 쇼 (SBS 러브FM)

## 모델
- 기독교방송 CBS의 변상욱 대기자, 개그맨 조문식 씨와 함께 청각장애인들이 제화노동자로 일하는 사회적 기업 '아지오'의 구두선전을 맡기도 했다.[5]